# Réserve écologique Marcelle-Gauvreau
Die Réserve écologique Marcelle-Gauvreau ist ein im Jahr 1990 auf einer Fläche von 116,5 ha eingerichtetes Schutzgebiet im Süden der kanadischen Provinz Québec in der regionalen Grafschaftsgemeinde Le Fjord-du-Saguenay.
Es liegt auf der Nordseite des Flusses Sainte-Marguerite 22 km nordwestlich der Gemeinde Sacré-Cœur. Es repräsentiert und schützt die für die Ökoregion Contreforts des Laurentides du Saguenay und der Saguenay-Berge typischen Wälder, in denen die Gelb-Birke dominiert.
Das von Südwest nach Nordost von Anhöhen zerschnittene Schutzgebiet befindet sich zwischen 100 m am Rivière Sainte-Marguerite und 500 m über dem Meeresspiegel. Der Untergrund der Region besteht überwiegend aus Gneis und Quarz. Darauf gelangte während und nach der letzten Eiszeit Tillit, das aber in den höheren Lagen von Fels durchbrochen ist. Von Fels und Gestein durchsetzter Podsol entstand, der mäßig bis gering durchnässt ist.
Es herrschen Gelbbirke, Weymouth-Kiefer, Abendländischer Lebensbaum (Thuja occidentalis) vor, weiter oben finden sich Schwarz-Fichten und Lorbeerrosen.

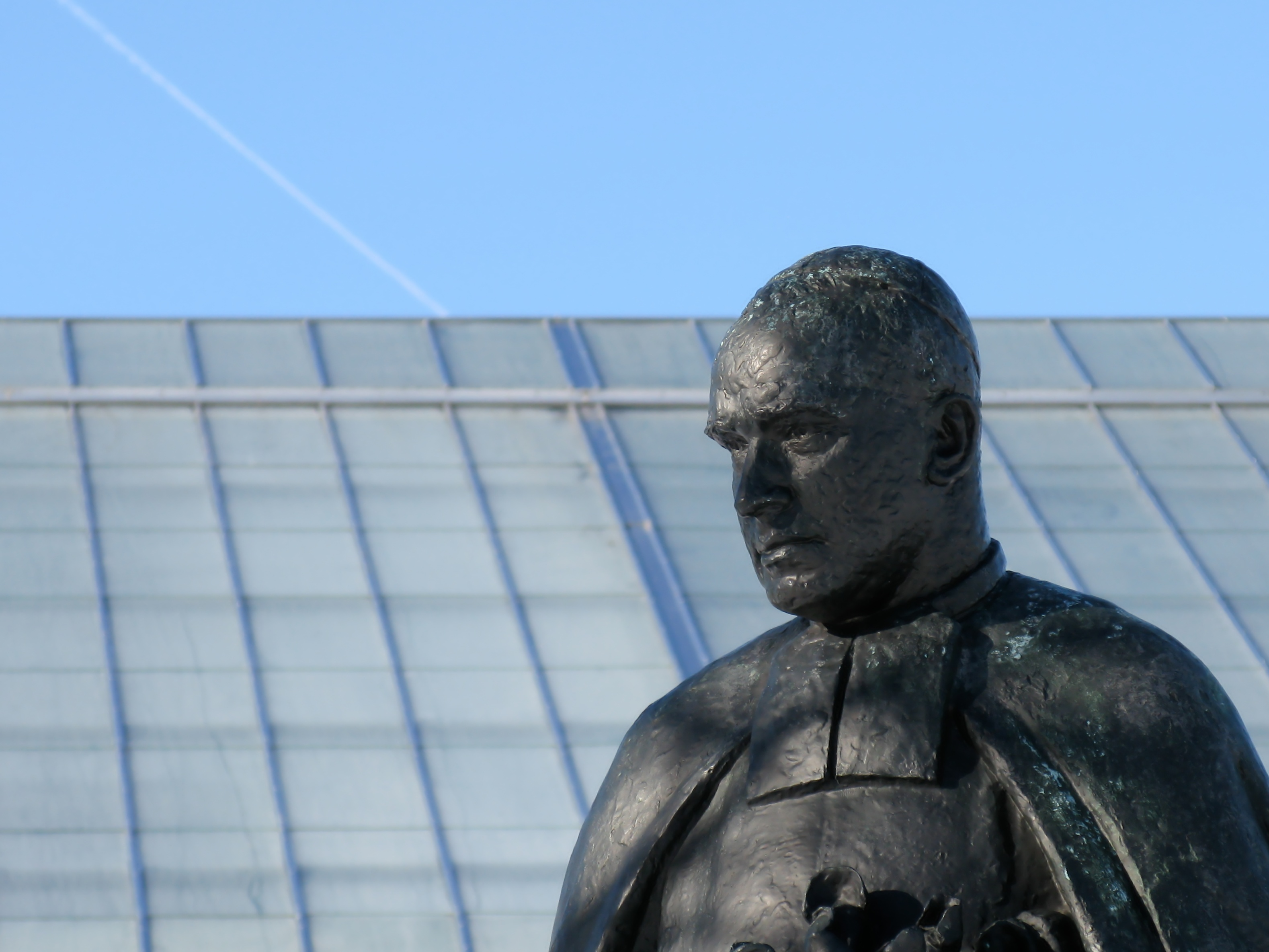
Statue von Bruder Marie-Victorin im Botanischen Garten von Montreal

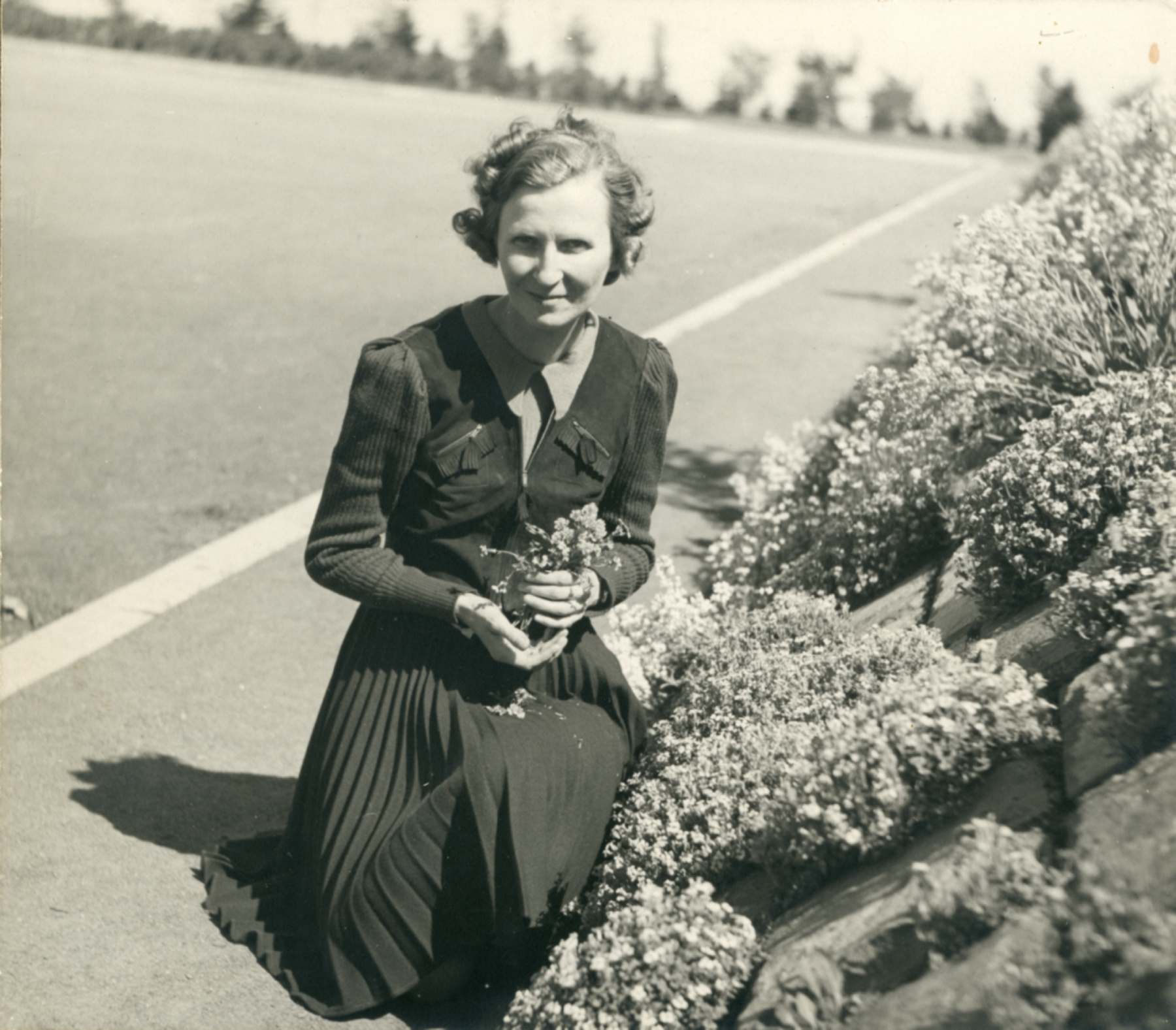
Marcelle Gauvreau im Jahr 1941

Der Name des Gebiets geht auf die Wissenschaftlerin Marcelle Gauvreau (1907–1968) zurück, die Bruder Marie-Victorin, ein Botaniker, kennenlernte, als sie selbst Bibliothekarin am Institut botanique du Jardin botanique de Montréal war, dem Montrealer Botanikinstitut des Botanischen Gartens. Sie gründete mit L'Éveil eine Schule für den Botanikunterricht der Sœurs de Jésus-Marie. Dabei befasste sie sich vor allem mit der marinen Algenwelt. An der Abfassung des Flore laurentienne hatte sie erheblichen Anteil. An der Universität von Montreal besteht eine Sammlung mit ihrem Namen.